# كريستوفر كورفينوس
كريستوفر كورفينوس (8 أغسطس 1499- 17 مارس 1505)، المعروف أيضًا بكريستوفر هونياد، كان أمير المجري وآخر الذكور من السلالة الملكية المجرية لأسرة هونياد، وُلد في بيهاتش لوالديه يوحنا كورفينوس ابن الملك ماتياس الأول غير الشرعي، ووالدته من أصل كرواتي بياتريس فرانجيبان، بعد وفاة والده عام 1504، أصبح رئيس العائلة لكنه توفي بعد فترة قصيرة مع شقيقه ماتياس في نفس العام، ما أدى لانقراض السلالة في الخط الذكري وسط شائعات عن تسممهما، كما توفيت شقيقته إليزابيث بلا ورثة، ودُفن بجوار والده في دير ليبوغلافا الذي يقع اليوم في كرواتيا.